# José María Rivas
José María Rivas Martínez (San Salvador, 12 de maio de 1958 - 9 de janeiro de 2016) foi um futebolista profissional salvadorenho, que atuava como atacante.

## Carreira
José María Rivas fez parte do elenco da histórica Seleção Salvadorenha de Futebol das Copas do Mundo de 1982. 